# Саид, Амин
Амин Саид (араб. أمين سعيد) (1967—1891) — египетский историк, журналист.

## Биография
Родился в Сирии.
По окончании школы в родном городе Латакия работал со своим отцом в небольшой типографии и еженедельной газете.
Продолжил учёбу в Бейруте, после чего в 1916 году переехал в Дамаск, а в 1925 году — в Каир.
Стал автором капитальных трудов по истории арабского национально-освободительного движения, написанных с патриотических и антиколониальных позиций и отличающихся богатством фактического материала.
Умер в Ливане.

## Издания работ
- Мулюк аль-муслимин аль-муасирун ва дувальхум ("Современные короли мусульман и их государства"). — Каир, 1933.
- Тарих Мыср ас-сияси мин аль-хамля аль-фарансийя санат 1798 иля ингияр аль-малакийя сана 1952 ("Политическая история Египта от французской агрессии 1798 г. до уничтожения монархии в 1952 г."). — Каир, 1959.
- Ас-саура. Мин 23 йулийу 1952 иля 29 уктубир 1956 ("Революция. От 23 июля 1952 г. до 29 октября 1956 г."). — Каир, 1959.
- Аль-удван. 29 уктубир сана 1956 — авваль фибраир сана 1958 ("Агрессия. 29 октября 1956 г. — 1 февраля 1958 г."). — Каир, 1959.
- Аль-джумхурийя аль-арабийя аль-муттахида ("Объединенная Арабская Республика"). — В 2-х тт. — Каир, 1959—1960.

### Русские переводы
- Великое арабское восстание. — М., 1940. (Русский перевод части книги "Ас-саура аль-арабийя аль-Кубра" ("Великая арабская революция"). — В 3-х чч. — Каир, 1933—1934. Важнейшая монография, принесшая автору международную известность).
- Восстания арабов в XX веке. — М., 1964.